# Fondation Asile des aveugles
 (septembre 2015).
La Fondation Asile des aveugles, créée à Lausanne (Suisse) en 1843 offre des prestations dans le domaine de l'ophtalmologie. Elle comprend l'hôpital ophtalmique Jules-Gonin, un établissement médico-social spécialisés (l'EMS Clair-Soleil), un centre pédagogique pour élèves handicapés de la vue, un service éducatif et pédagogique itinérant, un service social, un service de réadaptation et basse vision et un centre de recherche des sciences de la vue.

## Conseils de fondation et de direction
En 2025, le conseil de fondation est composé de François Logoz (président), Prof. Jean-Daniel Tissot (vice-président), Jean-Denis Briod (secrétaire) et de cinq membres, François Dieu, Prof. Nicolas Fasel, Anne-Catherine Javet, Dre Marie Méan et Dominique Fasel.
Le conseil de direction est composé de Vincent Castagna (directeur général), Jean-Pierre Klumpp (directeur opérationnel), Prof. Thomas J. Wolfensberger (directeur médical et médecin chef de service), Jocelyne Bouton (directeur des soins et secteur paramédical), Lucien Panchaud (directeur santé communautaire), Ingrid Vernez (directrice des ressources humaines), Mireille Carrupt (directrice de l'EMS),.

## Historique

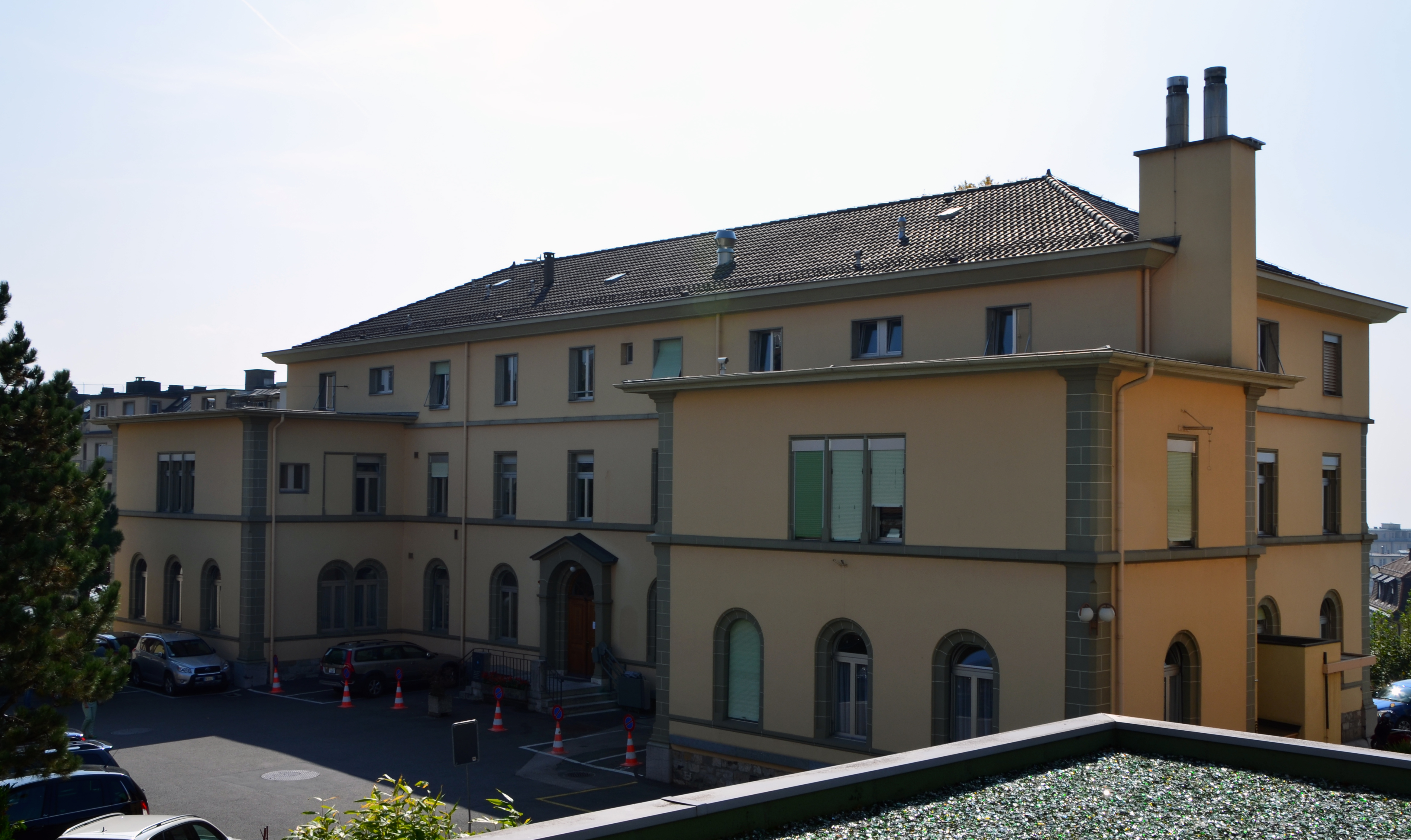
Le bâtiment de 1871

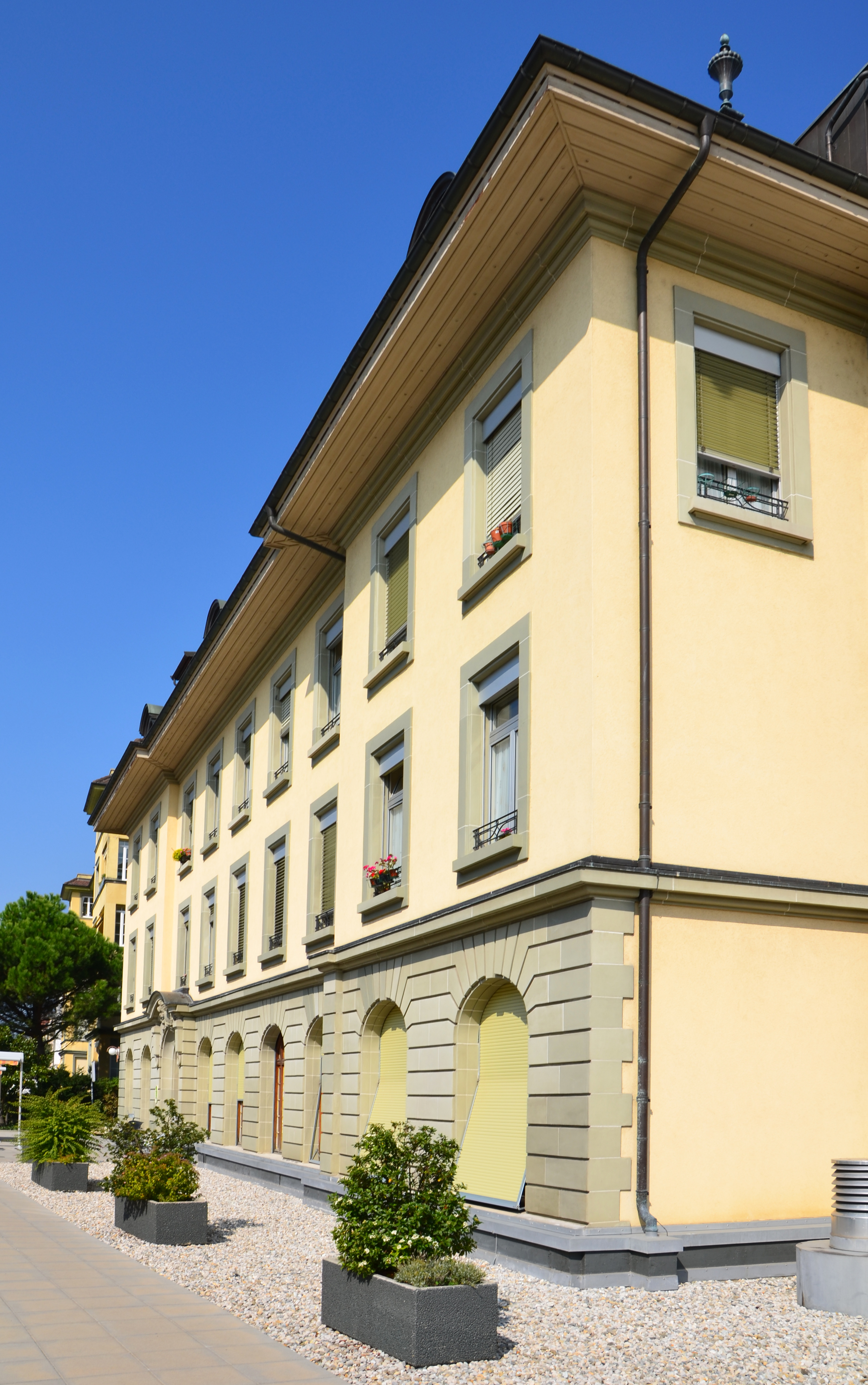
Le Home Recordon

La Fondation de l'Asile des Aveugles est créée en 1843 par Élisabeth de Cerjat (1769-1847), Dr Frédéric Recordon et William Haldimand dans le but de favoriser le développement de l'ophtalmologie et le soutien des personnes atteintes de la vue,. Un dispensaire pour le traitement des affections des yeux et un institut pour jeunes aveugles sont créés en 1844, suivis d'un atelier de travail qui s'occupe de jeunes hommes, anciens élèves de l'institut, ou victimes d’accidents ou de maladies les ayant rendus malvoyants. Un premier agrandissement est effectué en 1849, suivi entre 1871 et 1873 par la construction d'un nouveau bâtiment permettant d'accueillir 40 malades. Par la suite, un home pour femmes aveugles, l'Asile Recordon, construit entre 1894 et 1895, complète l'offre de la fondation.
En 1910 est, de plus, inauguré l’Asile Gabrielle-Dufour, du nom de la fille du Dr Marc Dufour, successeur du Dr Frédéric Recordon, décédée à 18 ans. Sa mission est de s'occuper de jeunes aveugles n'ayant, malgré un apprentissage terminé à l'Asile, que peu de chance de trouver un emploi.
Au cours du XXe siècle, les progrès de la médecine ayant, d'une part, diminué le nombre d'enfants atteints d'affections oculaires et, d'autre part, nettement augmenté l'espérance de vie de la population et, avec elle, les pathologies oculaires liées à l'âge, les missions de l'Asile des aveugles changent. Le Home Recordon est transformé en établissement médico-social pour personnes âgées et malvoyantes. De plus, un nouvel édifice est construit à Écublens, le Home Clair-Soleil, inauguré en 1968 à lors du 125e anniversaire de la Fondation. En outre, le Home Dufour, vétuste, est démoli et remplacé par le Centre pédagogique pour élèves handicapés de la vue (CPHV), inauguré en 1978. Cette école donne aux élèves malvoyants une instruction adaptée à leur handicap.
La Fondation Asile des aveugles compte en 2023, 696 collaborateurs et collaboratrices et a un budget annuel de près de 70 millions de francs.

## Hôpital ophtalmique Jules-Gonin

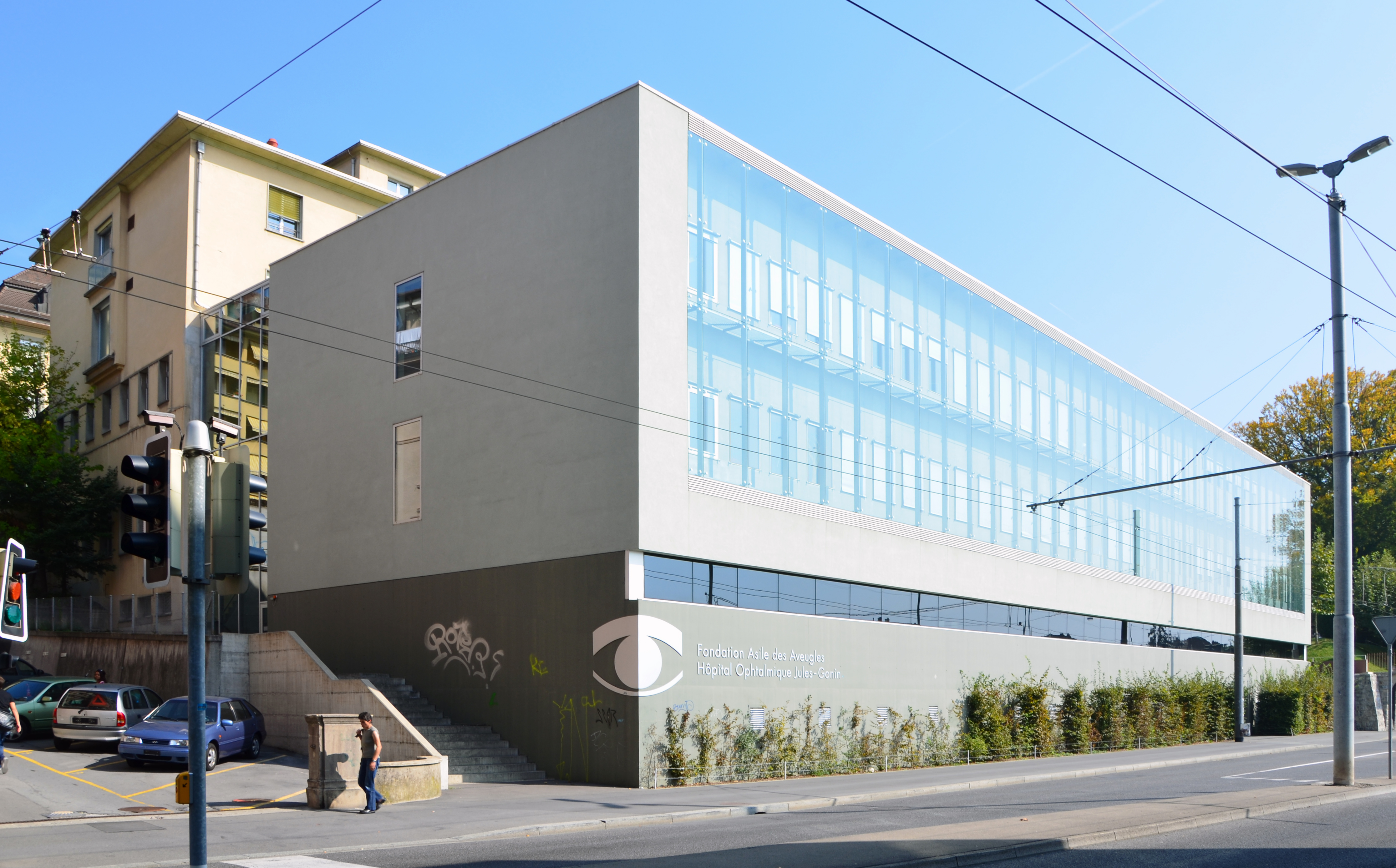
Hopital ophtalmique Jules-Gonin

L'Hôpital ophtalmique Jules-Gonin fait partie de la Fondation Asile des aveugles et est affilié au Centre hospitalier universitaire vaudois (CHUV) et à l'Université de Lausanne (UNIL).

## EMSFrédéric-Recordon
Situé à côté de l'hôpital ophtalmique, il a ouvert ses portes en 1905 et a été totalement rénové en 1985. Il pouvait accueillir 30 personnes âgées malvoyantes ou aveugles. En janvier 2021, la Fondation Asile des aveugle ferme l'EMS,.

## EMSClair-Soleil
Construit à Écublens en 1968, il possède 94 lits pour accueillir des personnes âgées malvoyantes ou aveugles. L’EMS Clair-Soleil est un établissement médicalisé long-séjour, offrant des prestations sociales, hôtelières, de soins et d’accompagnement socio-culturel. Il est reconnu d'intérêt public ; sa mission est gériatrique, psychogériatrique compatible et santé visuelle,.

## Centre pédagogique pour élèves handicapés de la vue (CPHV)

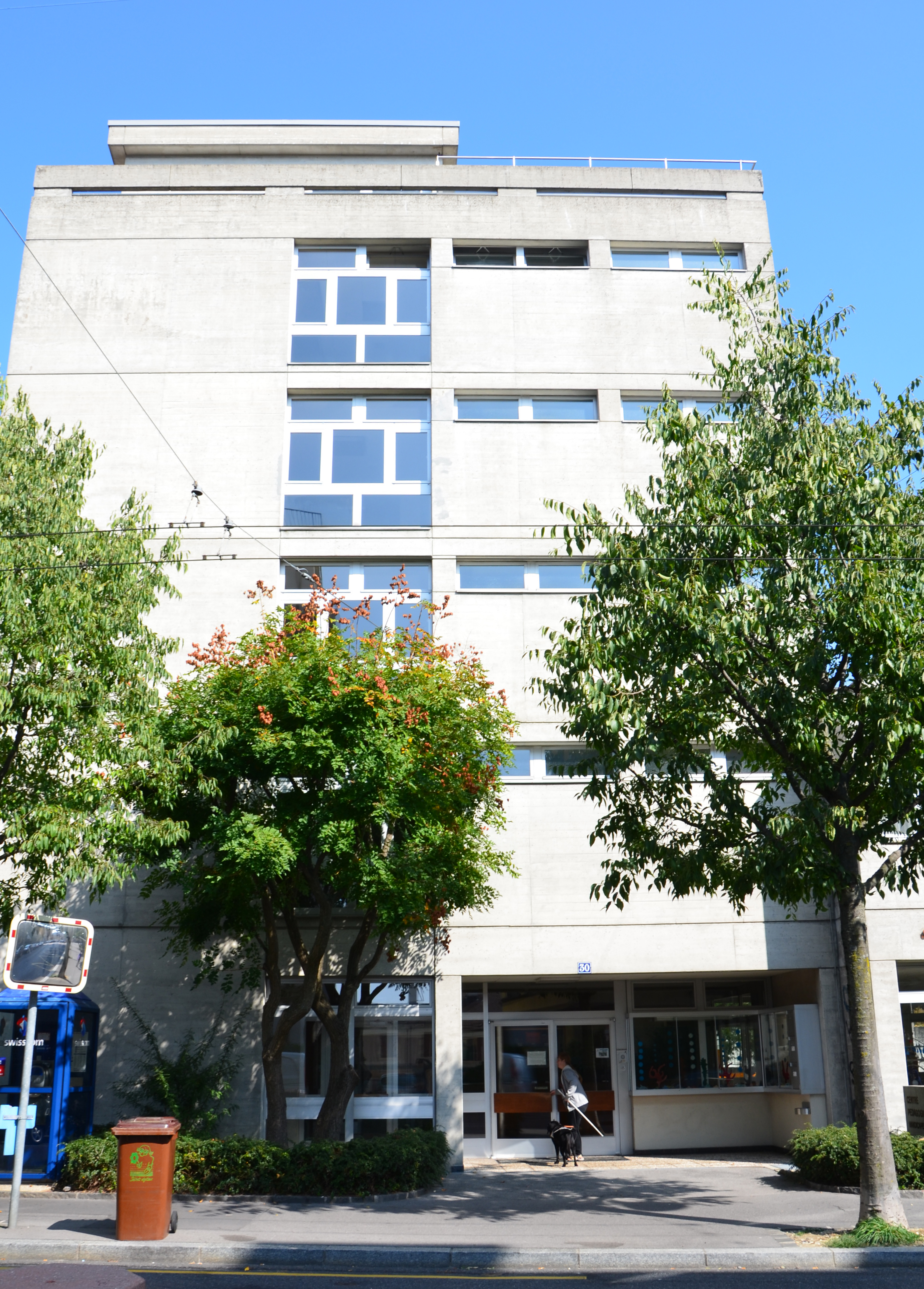
Le Centre pédagogique pour élèves handicapés de la vue (CPHV)

La création d'un institut pour jeunes aveugles est un des premiers objectifs de la Fondation Asile des aveugles. Il ouvre ses portes le 20 novembre 1844. Sept élèves y entrent, quatre garçons et trois filles de 6 à 16 ans. Une attention particulière est donnée au chant et à la musique. L'apprentissage du braille fait son apparition en 1856.
Dès 1970, la capacité de l'Institut est clairement insuffisante. La Fondation aimerait regrouper toutes les activités pédagogiques dans un même lieu. En 1976, les méthodes nouvelles sont définies et les filières de formation d'enseignants spécialisés sont en place. La contribution financière du canton et de la Confédération en plus de celle de l'Asile des Aveugles permet la construction d'un centre unique en Suisse romande. Le Centre pédagogique pour élèves handicapés de la vue (CPHV) est inauguré en 1978.
En 2017, le CPHV est au service de 45 enfants de 0 à 4 ans suivis par le Service Éducatif Itinérant (SEI), 29 élèves scolarisés à l'avenue de France en enfantine, primaire et secondaire et 100 élèves suivis à l'école publique par le Service pédagogique itinérant (SPI) de différents cantons de Suisse romande. Il abrite dans un bâtiment unique la nouvelle école ainsi que des installations spéciales pour la rééducation, comme une piscine et une salle de sport. Il propose des apprentissages spécifique : psychomotricité, ergothérapie, orthophonie, activités physiques adaptées, solfège et abrégé braille et informatique adaptée à la déficience visuelle.
Le CPHV est reconnu dans le cadre de la loi en vigueur de 2021 sur la pédagogie spécialisée (LPS – RS 417.31) comme centre de compétences (art. 19 LPS) pour le canton de Vaud et toute la Suisse Romande. A ce titre, le CPHV offre non seulement des prestations directes pour les élèves dans le cadre scolaire, mais également des prestations connexes indirectes telles que formations et conseils auprès des professionnels, évaluations spécifiques ou travaux de transcriptions.

## Services éducatif et pédagogique itinérants
Une centaine d'élèves intégrés dans les écoles romandes sont suivis par le Service pédagogique itinérant. Les enfants en âge préscolaire bénéficient du Service éducatif itinérant.

## Service social
Le service social est à disposition des personnes handicapées de la vue du canton de Vaud pour les aider à résoudre les difficultés engendrées par leur handicap : évaluation des problèmes concrets, information de la famille et de l'entourage, accès aux services spécialisés (réadaptation, bibliothèques sonores), aide à domicile (repas, soins infirmiers, aide au ménage), aide pour les démarches administratives (assurances, recherche d'emploi ou d'appartement) et pour la recherche d'un lieu de convalescence ou de placement définitif, recherche d’aide financière, accompagnement psycho-social, prise en charge d’enfants avec atteinte visuelle, groupes de rencontres à Lausanne, à la Tour-de-Peilz, à Yverdon et au Sentier.

## Service réadaptation et basse vision
Créé fin 1977, le service de réadaptation et de basse vision prend en charge les patients pour lesquels aucune chance d’amélioration de la vision n'existe. Elle se compose d'ophtalmologues, d'opticiens et d'ergothérapeutes spécialisés dans le domaine du handicap visuel : instruction en basse vision, instruction en locomotion, techniques d’évaluation objective des besoins, accompagnement psychologique.

## Centre de recherche des sciences de la vue
Le centre de recherche des sciences de la vue (CRSV) et aujourd’hui dirigé par le Prof. Reiner Schlingemann. Son but est de trouver des solutions pour faire reculer la cécité dans le monde. Le bâtiment de la recherche, situé sur le site de l’Hôpital ophtalmique Jules-Gonin, abrite également la Banque des yeux des Lausanne ainsi qu’une biobanque,.